# Рордорф (Инн)
Рордорф (нем. Rohrdorf) — община в Германии, в земле Бавария.
Подчиняется административному округу Верхняя Бавария. Входит в состав района Розенхайм. Население составляет 5475 человек (на 31 декабря 2010 года). Занимает площадь 28,67 км².
Коммуна подразделяется на 5 сельских округов.